# Biologija u 1911.
◄◄ | ◄ | 1908. | 1909. | 1910. | 1911.  | 1912. | 1913. | 1914. | ► | ►►
Arhitektura • Astronomija • Biologija • Film • Fotografija • Glazba • Kazalište • Kemija • Kiparstvo • Knjige • Književnost • Kršćanstvo • Meteorologija • Medicina • Planinarstvo • Politika • Pravo • Promet • Slikarstvo • Strip • Šport • Televizija • Znanost • Zrakoplovstvo • Željeznički promet
Biologija u 1911.

## Svijet

### Rođenja
- 6. travnja: Feodor Lynen, njemački biokemičar († 1979.)

### Smrti
- Harry Bolus, južnoafrički botaničar (* 1834.)

## Vanjske poveznice
|  | Zajednički poslužitelj ima još gradiva o temi Biologija |